# BASTA!
BASTA! war eine rechtspopulistische Koalition in Portugal, die sich aus der politischen Partei Chega! (damals noch im Prozess der Legalisierung), der Monarchistischen Volkspartei (PPM), der Partei der Bürgerschaft und der Christdemokratie (PPV/CDC) und der Bewegung „Demokratie 21“ (Democracia 21) zusammensetzte.

## Geschichte
Die Koalition wurde im Kontext der Europawahlen 2019 gebildet und vereint laut ihrem Favoriten André Ventura verschiedene Sensibilitäten der portugiesischen Rechten, die den Mitgliedsparteien der Koalition angehören, wie Konservatismus, Populismus und Nationalismus, die von Chega! vertreten werden, Monarchismus, der von der Monarchistischen Volkspartei vertreten wird, und Christdemokratie, die von der Partei der Bürgerschaft und der Christlichen Demokratie vertreten wird.
Vor dieser Koalition hatte Ventura bereits bei den Kommunalwahlen 2017 für den Stadtrat von Loures als Kandidat der PSD mit der Monarchistischen Volkspartei koaliert.
Die Koalition stellt sich selbst als konservativ dar. Ihr Spitzenkandidat für die Europawahlen, André Ventura, ist gegen Abtreibung, aber gegen ihre Bestrafung.
Bei den Europawahlen erhielt BASTA! 49 496 Stimmen, was einem Anteil von 1,49 % an den Gesamtstimmen entspricht. Damit verbesserte sie sich um 0,58 Prozentpunkte im Vergleich zu den kombinierten Zahlen, die PPM und PPV/CDC bei den Europawahlen 2014 erzielt hatten.
Am 18. Juni 2019 verließ die Bewegung Demokratie 21 die Koalition aufgrund von Meinungsverschiedenheiten in der Abtreibungsfrage.
Bei den Parlamentswahlen im selben Jahr trat Chega! allein an und schloss auch Aktivisten der PPV/CDC ein. Die PPM trat allein an und schloss Aktivisten der Bewegung Demokratie 21 mit ein. Die PPM trat ebenfalls allein an.

## Mitgliedsparteien
| Politische Partei/Bewegung                     | Abkürzung | Leader                    | Ideologie              |
| ---------------------------------------------- | --------- | ------------------------- | ---------------------- |
| CHEGA!                                         | CH!       | André Ventura             | Nationalismus          |
| Monarchistische Volkspartei                    | PPM       | Gonçalo da Câmara Pereira | Monarchismus           |
| Partei der Bürgerlichkeit und Christdemokratie | PPV/CDC   | Manuel Matias             | Christliche Demokratie |

## Wahlergebnisse
| Jahr | Wahl            | Anzahl Stimmen | % Stimmen | Anzahl Sitze |
| ---- | --------------- | -------------- | --------- | ------------ |
| 2019 | Europawahl 2019 | 49.388         | 1,49      | 0/21         |